# Bodtjärnen (Trönö socken, Hälsingland)
Bodtjärnen är en sjö i Söderhamns kommun i Hälsingland och ingår i Norralaåns huvudavrinningsområde.